# Directeur marketing
 (décembre 2020).
Le directeur marketing (au féminin : directrice marketing) dans une entreprise est le membre de la direction étant à la tête du marketing (au Québec, on dit aussi mercatique). 
Il est responsable de la stratégie Marketing, de la réussite des plans marketing et de la position de l'entreprise sur ses marchés. Il rend en général compte au directeur général, et est l'équivalent d'un directeur des ressources humaines ou d'un directeur financier dans leurs domaines respectifs.

## Rôle
Sa principale responsabilité est d'appliquer la méthodologie marketing au sein de l'entreprise et de fournir les informations nécessaires pour le faire.
Ses connaissances touchent la gestion des ventes, le développement de produits, la gestion des canaux de distribution, la communication de l'entreprise, les prix, les études de marché, et le service à la clientèle. Les directeurs marketing sont confrontés à un large éventail de disciplines spécialisées dans lesquelles ils sont nécessaires pour être bien informé. 
Le fait d'alterner entre des activités analytiques (prix et études de marché) et des activités créatives (publicités et promotions), représente un défi. D'autant plus que le directeur marketing adapte ses directives selon les différents niveaux d'apprentissages et de styles cognitifs[réf. nécessaire] des subordonnés.
Au-delà des défis de diriger leurs propres subordonnés, les directeurs du marketing voient parfois leurs projets ralentir en raison de facteurs hors de leur contrôle ; c'est-à-dire la production, les technologies de l'information, des communications et affaires publiques, juridiques, ressources humaines et des finances. Le fait est que ces expertises ont un impact direct sur la réalisation des objectifs de marketing. Par conséquent, le directeur marketing influence ses collaborateurs afin d'atteindre les objectifs initiaux. 
Le directeur du marketing est généralement un membre de l'équipe de direction et rapporte généralement les informations importantes au président-directeur général, au directeur général ou au président. Les collaborateurs, pour le directeur du marketing, comprennent le directeur principal des ressources humaines, le directeur technique, le directeur financier, le directeur des communications ou officier des affaires publiques et le chef de la direction de la chaîne logistique.

## Mission
Cette section ne s'appuie pas, ou pas assez, sur des sources secondaires ou tertiaires indépendantes du sujet. Le texte peut contenir des analyses inexactes ou inédites de sources primaires.
Pour l'améliorer, ajoutez-en, ou placez des modèles {{Source secondaire souhaitée}} ou {{Source secondaire nécessaire}} sur les passages mal sourcés. (juin 2025)
Le directeur marketing doit, entre autres, être capable de construire l'image d'un produit par une mise en situation, ainsi que de créer et d'étudier la relation avec les fournisseurs ou clients.
En 2025, le rôle du directeur marketing (ou CMO) intègre de plus en plus les dimensions data-driven, expérience client, management d’équipes pluridisciplinaires et transformation digitale, dans un environnement marqué par l’intelligence artificielle et l’omnicanalité.

## Évolution de carrière
Le directeur marketing peut travailler dans des domaines larges et variés, ce qui lui permet d’être pluri-compétent et de gagner dans la hiérarchie de l’entreprise en devenant PDG et peut décider de devenir un entrepreneur grâce aux diverses compétences acquises lors de ses études.

## Formation

### En France
Afin de devenir directeur marketing, il est généralement nécessaire d'avoir un diplôme de niveau Bac + 5, par exemple via une école de commerce. Cependant, ce métier peut être accessible à partir d’un niveau Bac + 2 (DUT Techniques de Commercialisation, le BTS Commerce International, le BTS Négociation et Digitalisation de la Relation Client, le BTS Management Commercial Opérationnel) et Licence (Bac +3) dans certains secteurs, mais il faut bénéficier d’une évolution interne grâce à l’expérience acquise au fur et à mesure des années.
Pour parvenir à ce poste à hautes responsabilités, il faut généralement passer par des postes de Chef de Projet ou Chef de Produit.

### Au Québec
Un diplôme d'étude universitaire ou collégial en administration des affaires avec une spécialisation en ventes, en marketing, en communication ou en relations publiques avec plusieurs années d'expériences dans un emploi connexe sont généralement les conditions requises pour accéder au poste de directeur du marketing. Certaines organisations pourraient exiger un MBA en marketing.

## Salaire

### En France
Selon l'Institut national de la statistique et des études économiques (INSEE), le salaire moyen d'un directeur marketing est de 61 k€ brut annuels. D'après l'Association Pour l’Emploi des Cadres (APEC), 80 % des rémunérations annuelles brutes (fixe + variable) proposée dans les offres d’emploi sont comprises entre 48 et 113 k€ (moyenne 74 k€).

### Au Québec
Selon Emploi Québec, le salaire horaire d'un directeur ou d'une directrice du marketing peut varier entre 23,08 et 60,99 $. 